# Luperodes bolivianus
Luperodes bolivianus es una especie de insecto coleóptero de la familia Chrysomelidae.
Fue descrita científicamente en 1893 por Jacoby.